# 会津若松市立河東中学校
会津若松市河東中学校（あいづわかまつしりつ かわひがしちゅうがっこう）は、福島県会津若松市にあった市立中学校。

## 沿革
- 1947年（昭和22年）4月1日 - 6・3制の施行により日橋中学校（第一校舎・第二校舎）及び堂島中学校を創立
- 1948年（昭和23年）4月1日 - 日橋第一中学校・日橋第二中学校及び堂島中学校となる。
- 1957年（昭和32年）4月1日 - 町村合併により次のように改称。河東第一中学校・河東第二中学校・河東第三中学校。
- 1972年（昭和47年） - 学校統合により、河東第三中学校を廃止。また、河東第一・第二中学校を統合し、学校名を河東中学校に変更。
- 1978年（昭和53年）4月1日 - 町制施行に伴い、河東町立河東中学校と校名変更。
- 2005年（平成17年）11月1日 - 会津若松市と河東町の合併により、会津若松市立河東中学校と改称。
- 2018年（平成30年）4月1日 - 会津若松市立河東学園中学校に改称し、移転する[1]
- 2021年（令和3年）
  - 3月31日 - 会津若松市立河東学園小学校との統合により廃校
  - 4月1日 - 義務教育学校である会津若松市立河東学園が開校

## 所在地
- 福島県会津若松市河東町広田字東116

## 生徒活動
- 全国中学・高校ディベート選手権（ディベート甲子園）において過去第3位に入賞したことがあり、全国大会に3回出場している強豪校の1つである。